# Jacob Bronowski
Jacob Bronowski (registrado con el nombre Jakub Bronowski, y llamado por muchos de sus amigos Bruno) (Łódź, hoy perteneciente a Polonia, 18 de enero de 1908, por entonces parte de la Polonia del Congreso, a su vez parte del Imperio ruso - East Hampton, Nueva York, Estados Unidos, 22 de agosto de 1974) fue un matemático polaco de origen judío nacionalizado británico, célebre sobre todo por su serie de divulgación científica para la televisión El ascenso del hombre, a partir de la cual se publicó luego un libro con el mismo título. Esta obra, que describe en 13 capítulos la historia del desarrollo intelectual del ser humano, sus ganancias y sus pérdidas, sus dolores y sus aciertos, lo convirtió en uno de los más importantes divulgadores de la ciencia y, a la vez, en uno de los pocos representantes (el primero, quizá) de un humanismo renacentista en pleno siglo XX.
Fue también poeta, inventor, autor teatral, humanista y publicó un total de once libros. A su muerte, trabajaba en el Instituto Salk de Estudios Biológicos, en La Jolla, California, Estados Unidos.
Con motivo de la gran herida causada a la humanidad por la equívoca aplicación de los avances teóricos de la física atómica durante la Segunda Guerra Mundial (el gran número de pérdidas humanas, en particular debido a las bombas atómicas arrojadas sobre Nagasaki e Hiroshima), cambió sus intereses, al igual que muchos otros físicos teóricos y físicos aplicados de su época, por las ciencias humanas y las ciencias de la vida (la biología).

«‘La especie humana no se clasifica en pensadores y sentidores, y no sobreviviría por mucho tiempo a esa división.'»
Jacob Bronowski

## Algunos datos biográficos
Era el hijo mayor de Abram Bronowski (comerciante de mercancías entre Polonia y Londres) y de Celia Flatto. La familia Bronowski huyó a Alemania durante la ocupación rusa de Polonia en la Primera Guerra Mundial. En 1920 Jacob se mudó a Inglaterra, donde estudió en la Escuela Central de la Fundación, en Londres. Obtuvo la nacionalidad británica en 1933. Estudió en Cambridge en 1928-1933. Fue editor de una revista literaria en 1927, Experiment. En 1941 contrajo nupcias con Rita Coblentz, también de origen judío, escultora que trabajaba bajo el nombre de Rita Colin, con quien tuvo cuatro hijas. Una de ellas era la historiadora Lisa Jardine (1944-2015), registrada con el nombre de Lisa Ann Bronowski y autora de documentales históricos y biográficos (como el referente a la vida y obra de Christopher Wren).

## Actividades académicas y científicas
Fue profesor de matemáticas superiores en Hull University College (1934-1942). Trabajó para el gobierno británico desde 1942 en tareas diversas: por ejemplo, colaboró en una unidad militar de investigación en la oficina principal de seguridad para el cristalógrafo J. D. Bernal; como miembro de la delegación británica enviada a Japón (1945-1946), redactó un informe derivado de su análisis de los daños y efectos económicos generados por las bombas atómicas en Hiroshima y Nagasaki. En la posguerra trabajó en el Ministerio de Obras Públicas hasta 1950. Adscrito a la Unesco, trabajó en la aplicación de estadísticas a la economía de la industria (1947-1950). Fue director general del proceso de desarrollo de un combustible sin humo, llamado Bronowski's Bricks (1959-1963). Trabajó como presidente de la British Library Association (1957-1958). Escribió numerosos documentos sobre topología algebraica y geometría, matemáticas, estadística en relación con la naturaleza del pensamiento científico y lógico, la lógica de la experimentación y los aspectos filosóficos de la ciencia.

### Divulgación científica en televisión y radio
En 1946, Bronowski comenzó a trabajar para la radio. Fue allí donde comenzó a hablar de lo que vio en Nagasaki después del lanzamiento de la bomba atómica.
Se presentó en el programa televisivo The Brain's Trust, donde él y otros especialistas contestaban preguntas del público en relación con temas científicos, artísticos y culturales, en un tono de entretenimiento. Sin embargo, también participó en otros programas televisivos donde le hacían (y él respondía) cuestionamientos serios acerca de la participación de la ciencia en la guerra y también acerca de la desconfianza que la ciencia había generado en la audiencia estadounidense después de lo ocurrido en Japón. En 1960, escribió y presentó la serie de televisión Insight, donde presentaba su visión personal de la ciencia. En 1974 y a instancias de la BBC, Jacob Bronowski fue el artífice de la serie de televisión El ascenso del hombre que, elaborada entre julio de 1969 y diciembre de 1972, mostró la ciencia en el contexto de la historia de la cultura humana, como resultado de la conjunción de circunstancias diversas, no puramente intelectuales: políticas, sociales, económicas y también artísticas. En un extenso recorrido por los lugares de los principales descubrimientos y avances científicos, presentó la labor de los primeros agricultores, de los artistas prehistóricos y, entre otros muchos, de Pitágoras, Isaac Newton, Galileo y Albert Einstein, Galeno y Andrea Vesalio, Charles Darwin y Alfred Wallace, Gregor Mendel, Leó Szilárd y John von Neumann, James Dewey Watson y Francis Crick, en términos humanistas como puntos de soporte en la historia del desarrollo humano, sin olvidar nunca tanto el detalle de la precisión en las explicaciones científicas como la belleza de las ideas implícitas y su relación con el momento artístico de cada época. Su idea central, tanto en esta obra como en otros libros suyos, es que el desarrollo científico es un reflejo del desarrollo cultural. Intervino también en numerosas emisiones radiofónicas y televisivas sobre la guerra atómica y temas científicos en general. Como lo describe bellamente Stephen Moss en su página web intitulada "El ascenso de Jacob Bronowski", según palabras de un amigo: "Jacob Bronowski no es un hombre: es una multitud".

«Debemos curarnos del ansia de conocimiento absoluto y de poder. Debemos acortar la distancia entre la motivación de los impulsos y el acto humano. Debemos acercarnos a las personas.»
Jacob Bronowski

## Actividades durante la guerra: descubrimiento de su hija
En un video de la BBC presentado el 26 de enero del 2011, la hija de Jacob Bronowski, la historiadora Lisa Jardine, reveló lo que descubrió en las cartas y diarios personales de su padre: las tareas que desarrolló en el campo de la investigación de operaciones  para el gobierno británico durante la Segunda Guerra Mundial incluían, entre otras cosas, la búsqueda, a través de las matemáticas, para hacer más efectivas (más destructivas) las bombas. Jardine no encontró, sin embargo, en ninguno de sus diarios, cartas y artículos, evidencia alguna de que Jacob Bronowski haya estado al tanto del lanzamiento de la bomba atómica. Al visitar Japón junto con un equipo británico con el que evaluarían los daños ocasionados por la bomba (en el fondo, el objetivo era conocer las probabilidades de que Gran Bretaña fuese objeto de un ataque atómico), Bronowski atestiguó la extrema pobreza y la terrible situación de Japón y, sin embargo, no mencionó nada de ello en sus cartas ni en su diario. Ese silencio generó en su hija la necesidad de saber "cómo mi padre superó lo que no puede expresarse". Bronowski observó que estas investigaciones habían tenido aplicaciones dobles: «No había pasado demasiado tiempo desde Hiroshima cuando escuché que alguien dijo, en presencia de Leó Szilárd, que era una tragedia que los científicos usaran sus descubrimientos para la destrucción. Szilárd, la persona más adecuada para responder, dijo que no era una tragedia de los científicos: "es la tragedia de la humanidad"». Jardine descubrió, después de sus investigaciones, cómo su padre "transformó su remordimiento en relación con las calamidades del siglo XX en una esperanza para el futuro", a partir de un optimismo basado "en la capacidad racional del ser humano".

## Obras

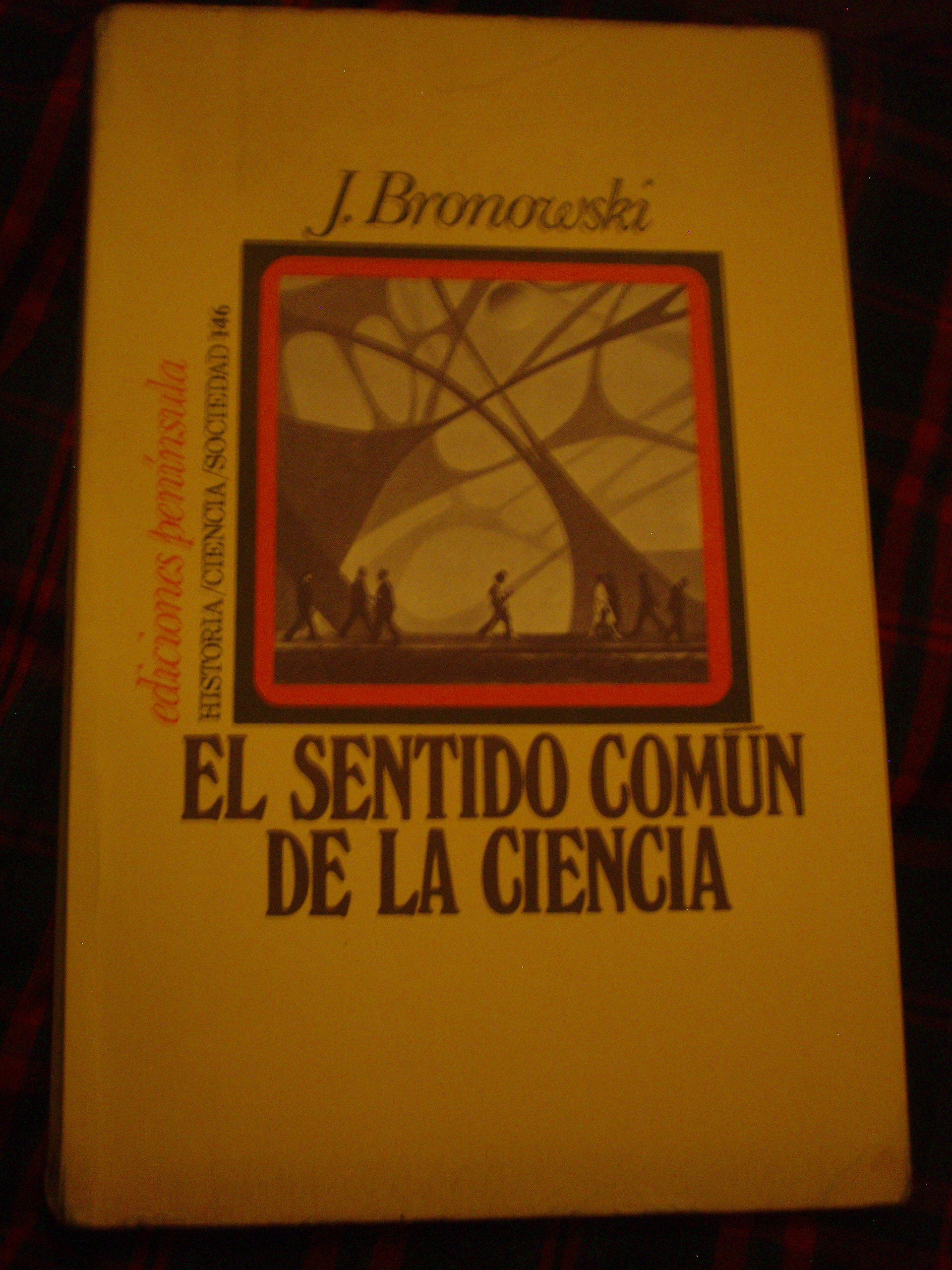
Edición en español de El sentido común de la ciencia, de Jacob Bronowski: Ediciones Península, colección Historia/Ciencia/Sociedad no. 146, Barcelona, feb 1978.

- The Poet's Defence (1939, 1966) (La defensa del poeta) (acerca de la relación entre la verdad de la ciencia y la de la poesía)[10]
- The Effects of Atomic Bombs at Hiroshima and Nagasaki (1944-45) (sus impresiones después de su viaje en 1945 a Nagasaki)
- William Blake and The Age of Revolution (1944, 1965) (William Blake y la era de la revolución)
- The variance of the measure of a two-dimensional random set (1945)
- The Common Sense of Science (Heinemann, Londres, 1951) (editado en español: El sentido común de la ciencia, 1978),[11] donde analiza el papel de las ideas de orden, de causalidad y de probabilidad en el desarrollo del pensamiento científico, centrado principalmente en el caso del trabajo de Isaac Newton.
- The Face of Violence (1954, 1967) (El rostro de la violencia)
- Science and Human Values (1956, revisión 1965) (La ciencia y los valores humanos) (acerca de sus impresiones al visitar Nagasaki, una experiencia que lo hizo renunciar a su trabajo como matemático dedicado a las investigaciones dirigidas al mejoramiento de la efectividad de los bombardeos, después de lo cual comenzó a dedicarse a las consideraciones éticas de la ciencia, y luego en particular de las ciencias de la vida)[10]
- The Abacus and The Rose: A New Dialogue on Two World Systems (1965) (El ábaco y la rosa: Un nuevo diálogo de dos sistemas del mundo)
- Selections from William Blake (1958) (Selecciones de William Blake)
- The Western Intellectual Tradition (coaut. prof. Bruce Mazlish) (1960) (La tradición intelectual occidental)
- Insight (1964)
- The Identity of Man (1965, 1972) (La identidad del hombre)
- Nature and Knowledge: The Philosophy of Contemporary Science (1969) (Naturaleza y conocimiento: La filosofía de la ciencia contemporánea)
- The Ascent of Man (1973) (El ascenso del hombre) (la historia de la humanidad desde el punto de vista de la historia de la ciencia y el arte)
- William Blake: A Man without a Mask (William Blake: Un hombre sin máscara)